# Wikitekst

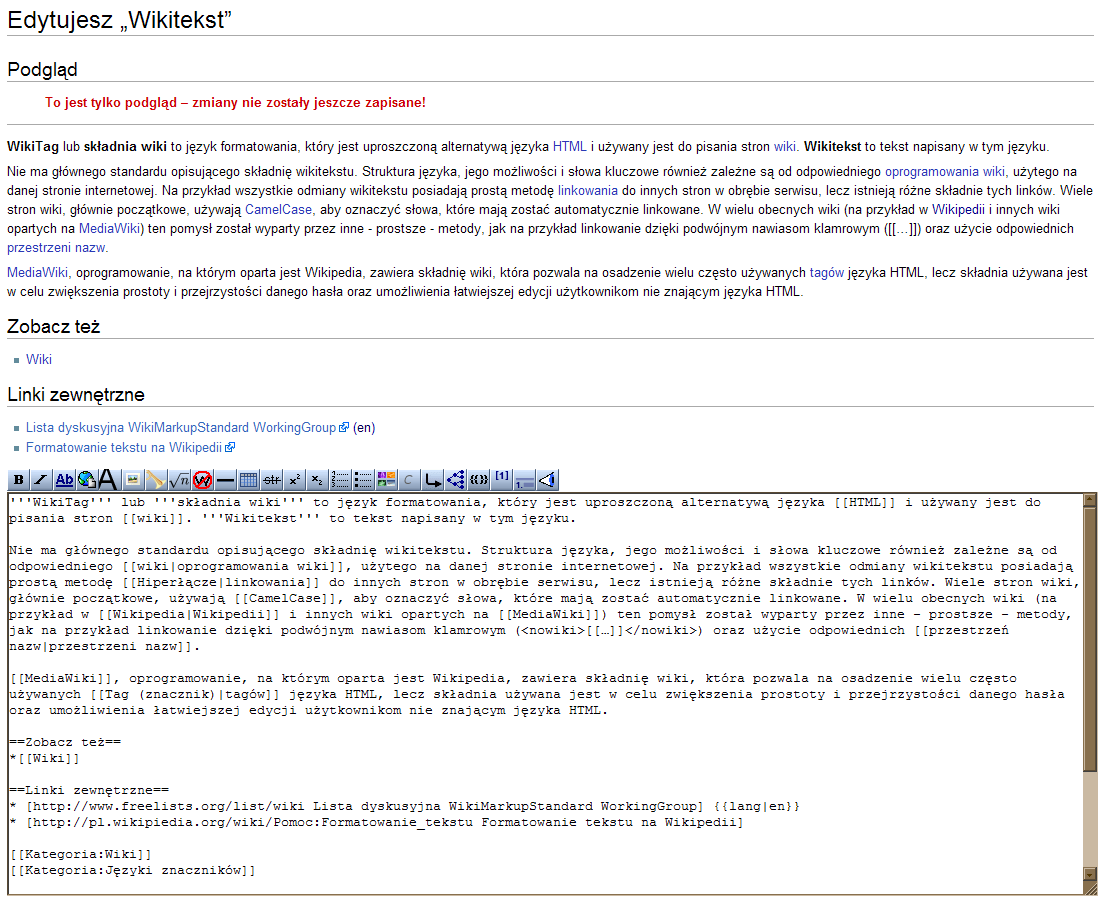
Wikitekst używany w Wikipedii

Wikitext Markup Language lub składnia wiki – język formatowania, który jest uproszczoną alternatywą języka HTML i używany jest do pisania stron wiki. Wikitekst to tekst napisany w tym języku.
Nie ma głównego standardu opisującego składnię wikitekstu. Struktura języka, jego możliwości i słowa kluczowe również zależne są od odpowiedniego oprogramowania wiki, użytego na danej stronie internetowej. Na przykład wszystkie odmiany wikitekstu posiadają prostą metodę linkowania do innych stron w obrębie serwisu, lecz istnieją różne składnie tych linków. Wiele stron wiki, głównie starszych, używa CamelCase, aby oznaczyć słowa, które mają zostać automatycznie linkowane. W wielu obecnych wiki (na przykład w Wikipedii i innych wiki opartych na MediaWiki) ten pomysł został wyparty przez inne – prostsze – metody, jak na przykład linkowanie dzięki podwójnym nawiasom kwadratowym ([[…]]) oraz użycie odpowiednich przestrzeni nazw.
MediaWiki, oprogramowanie, na którym oparta jest Wikipedia, zawiera składnię wiki, która pozwala na osadzenie wielu często używanych tagów języka HTML, lecz składnia używana jest w celu zwiększenia prostoty i przejrzystości danego hasła oraz umożliwienia łatwiejszej edycji użytkownikom nieznającym języka HTML.